# Dicksonia baudouinii
Dicksonia baudouinii är en ormbunkeart som beskrevs av Fourn. Dicksonia baudouinii ingår i släktet Dicksonia och familjen Dicksoniaceae. Inga underarter finns listade.